# Biomphalaria
Biomphalaria é uma gênero de caramujo da família Planorbidae. Possui importância médica pelas espécies deste gênero serem hospedeiras intermediárias (vetores) do parasita causador da esquistossomose.
São criadas no Brasil por aquariofilistas, alguns os consideram praga (por sua alta reprodução, mas não comendo plantas ou afetando peixes), e outros os utilizam, por ser um caramujo comedor de algas. sendo encontradas na natureza marrons ou pretas, variando para marrom leve com manchas negras, e em cativeiro foi selecionada geneticamente, sendo produzida a variedade ornamental albina, com um tom vermelho, graças á presença de hemoglobina no sangue.
No Brasil, os principais hospedeiros naturais do Schistosoma mansoni são: B. glabrata, B. tenagophila e B. straminea, com outras espécies possíveis hospedeiras, e várias não hospedeiras.

## Espécies
- Biomphalaria alexandrina Ehrenberg, 1831
- Biomphalaria amazonica Paraense, 1966
- Biomphalaria angulosa Mandahl-Barth, 1957
- Biomphalaria barthi Brown, 1973
- Biomphalaria glabrata Say, 1818
- Biomphalaria havanensis Pfeiffer, 1839
- Biomphalaria intermedia Paraense & Deslandes, 1962
- Biomphalaria kuhniana Clessin, 1883
- Biomphalaria obstructa Morelet, 1849
- Biomphalaria occidentalis Paraense, 1981
- Biomphalaria oligoza Paraense, 1974
- Biomphalaria orbignyi Paraense, 1975
- Biomphalaria peregrina d'Orbigny, 1835
- Biomphalaria pfeifferi Krauss, 1848
- Biomphalaria salinarum Morelet, 1868
- Biomphalaria schrammi Crosse, 1864
- Biomphalaria straminea Dunker, 1848
- Biomphalaria subprona Martens, 1899
- Biomphalaria tchadiensis Germain, 1904
- Biomphalaria tenagophila d'Orbigny, 1835